# Клавдия Октавия
Клавдия Октавия (на латински: CLAVDIA OCTAVIA), по-рядко Клавдия Неронис, е римска императрица, доведена сестра и първа съпруга на римския император Нерон, по чиято заповед е и убита.

## Произход и ранни години
Тя е единствената дъщеря на император Клавдий от третия му брак с Валерия Месалина. Кръстена е на баба си Октавия Младша, сестра на император Октавиан Август и съпруга на Марк Антоний.Сестра е на Германик и полусестра на Клавдия Антония.
Първоначално Октавия е сгодена за претора Луций Юний Силан Торкват, потомък на император Октавиан Август.
През 48 г. майката на Октавия, Месалина, е екзекутирана по обвинение в заговор за убийството на Клавдий. По-късно Клавдий се жени за племенницата си Агрипина Младша, първа братовчедка на Октавия. Агрипина вече имала син от първия си брак – Луций Домиций Ахенобарб, бъдещия император Нерон. Посредством серия от машинации Агрипина Младша успява да развали годежа на Октавия и Луций Юний, убеждава Клавдий да осинови сина ѝ Нерон и урежда Нерон и Клавдия да се оженят на 9 юни 53 г.

## Римска императрица
Император Клавдий умира на 13 октомври 54 г., а Нерон се възкачва на римския престол, вероятно след като по негово нареждане през 55 г. е отровен братът на Клавдия, Британик. Тацит споменава, че оттогава Октавия станала много нещастна, но се научила да крие чувствата си пред съпруга си. Скоро Октавия е въвлечена в борбата за власт между Нерон и майка му, която приключва през март 59 г., когато Агрипина е убита по заповед на сина си.
По думите на Тацит Октавия е аристократична и целомъдрена жена, поради което Нерон я мразел, отегчавал се от нея и дори се опитал на няколко пъти да я удуши. Императорът поддържал връзка с една лека жена на име Клавдия Акте, а после и с Попея Сабина. Когато Попея Сабина забременява от Нерон, императорът се развежда с Октавия под предлог, че съпругата му е безплодна, и се жени за Попея дванадесет дни след развода.
След разтрогването на брака Октавия е заточена на остров Пандатерия по обвинение в изневяра. Когато Октавия се оплакала от отношението към нея, всичката ѝ прислуга е изклана.
Заточението на Октавия става толкова непопулярно, че в нейна защита гражданите в Рим организират протести с бюстове на бившата императрица, окичени с цветя, и открито призовават за връщането ѝ в Рим. Разтревожен, Нерон се съгласява отново да се ожени за Октавия, но Попея се намесва и принуждава императора да подпише смъртната присъда на Октавия.
Няколко дни по-късно Октавия е арестувана, а вените ѝ са прерязани, какъвто е традиционният римски самоубийствен ритуал. Ужасът на Октавия бил толкова голям, че изтичането на кръвта ѝ се забавило и това наложило тя да бъде удушена във вана с вряла вода, след което главата ѝ е отрязана и пратена на Попея.